# 謝法倫·蘇亞雷斯
謝法倫·伊萨克·苏亚雷斯·贝穆德斯（西班牙語：Jeffrén Isaac Suárez Bermúdez；1988年1月20日—），简称謝法倫（西班牙語：Jeffrén），是一名委內瑞拉足球運動員，司職翼鋒及前鋒。出道初期曾代表西班牙青年國家隊及效力西甲勁旅巴塞隆拿，現效力泰國乙組足球聯賽球會Chiangmai United。